# Argilliers
Argilliers é uma comuna francesa na região administrativa de Occitânia, no departamento de Gard. Estende-se por uma área de 6,67 km². Em 2010 a comuna tinha 491 habitantes (densidade: 73,6 hab./km²).